# Amfibijsko vozilo
Amfibijsko vozilo (včasih tudi dvoživka) je vojaški izraz za motorno vozilo namenjeno premikanju po vodi in po kopnem. 
Izraz izhaja iz biologije, kjer se živalim, ki živijo v teh dveh elementih, reče dvoživke (latinsko amphibia).

## Razvoj
Prvo takšno vozilo se je imenovalo Orukter Amphibolos, skonstruiral pa ga je ameriški izumitelj Oliver Evans leta 1805. Leto kasneje je v Franciji nastalo prvo amfibijsko vozilo, ki je združevalo ogrodje čolna in avtomobila. Sprva so bila ta vozila namenjena le za premagovanje naravnih ovir in za zabavo, kmalu pa je razvoj amfibijskih vozil prevzela vojska.

## Vojaška uporaba
Najbolj množično so se amfibijska vozila uporabljala med drugo svetovno vojno. Razlog za to je bila potreba, predvsem ameriške vojske po takih vozilih, ki bi enotam omogočala takojšnji prenos bojev z vode na kopno in hkrati nudila vojakom relativno varnost pred ognjem iz pehotnega orožja. Ta potreba se je pokazala predvsem na Pacifiku.
Najbolj znan amfibijski izdelek ameriške oborožitvene industrije je DUKW, amfibijski tovornjak, ki je za pogon na kopnem uporabljal kolesa, za pogon v vodi pa ladijski vijak. Podobno rešitev so iznašli tudi Nemci. Ferdinand Porsche je namreč že leta 1938 na podoben način izdelal svoj Schwimmwagen, ki pa je bil bolj namenjen izvidniškim enotam kot bojnim, saj je bilo to v bistvu le predelano izvidniško vozilo Kübelwagen.
Drug koncept je bil bolj kot transportu namenjen dejanski bojni uporabi vozil. Ta koncept je bil uporabljen pri težjih bojnih vozilih, tankih in oklepnih transporterjih. Tem vozilom je bilo dodano platneno ogrodje, ki je povečalo plovnost, pogon po vodi pa so tem vozilom zagotavljale kar gosenice same. Najbolj znana tovrstna vozila, ki se jih je kasneje prijelo ime amfibijski tanki, so bili ameriški tanki Sherman DD.

## Uporaba amfibijskih vozil danes
Danes je z uporabo lahkih raketnih protioklepnih sredstev skupna masa bojnih vozil manjša, kar olajša zagotavljanje plovnosti. Pri transportu enot so to vlogo sicer prevzela vozila na zračno blazino (tako imenovani Hoverkrafti), klasična amfibijska vozila pa s tem niso izginila iz uporabe. Eden najbolj znanih sodobnih klasičnih oklepnih amfibijskih bojnih vozil je francoski VAB (Véhicule de l'Avant Blindé), s podobnimi vozili pa so opremljene skoraj vse sodobne armade sveta.